# Designers apartment
Le showroom Designers apartment est un salon de la Fédération française de la Couture créé en 2012. 

## But et historique
Son but est de présenter les collections d'une sélection de créateurs de mode, basés à Paris et ayant une société française, dans un espace à destination de la presse et des acheteurs. Ce showroom a été initié, avec l'appui du DEFI (Comité de Développement et de Promotion de l’Habillement, dénomination officielle du DEFI), pour aider au développement de nouvelles marques de mode françaises. Dès le premier showroom, l'opération a connu un accueil favorable, permettant de promouvoir des marques de mode émergentes. « Des marques nouvelles se retrouvent avec une distribution internationale dès leur lancement », a déclaré Didier Grumbach. Le Designers apartment expose chaque année les collections des créateurs dans un hôtel particulier situé au 60 rue Richelieu à Paris.

## Créateurs invités
- 2012 : Aganovich, Alexis Mabille, Alice Lemoîne (Le Moîne Tricote), Barnabé Hardy, Céline Méteil, Christine Phung, Christophe Josse, Gaspard Yurkievich, Gustavo Lins et Yiqing Yin.
- 2013 : Aganovich, Alice Lemoîne (Le Moine Tricote), Béatrice Demulder Ferrant, Céline Méteil, Christine Phung, Christophe Josse, Each x Other, Etienne Deroeux, Léa Peckre, Mal Aimée, Octavio Pizarro et Yiqing Yin.
- 2014 :  Aurélie Demel, Avoc, Iris Cantabri, Thomsen et Y/Project, Etienne Deroeux, Monographie, Octavio Pizarro, Risto et Thierry Colson.
- 2015 : Aurélie Demel, Avoc, Belle Ninon by Ling & Dawei, Etienne Deroeux, Iris Cantabri, Koché, Maison Père, Monographie, Risto, Stéphanie Coudert, Y/Project

### Articles de média
Classement par date de parution.
- Clément Ghys, « Un loft pour onze jeunes créateurs », Libération,‎ 28 septembre 2012 (lire en ligne).
- Corinne Jeammet, « 12 créateurs chouchoutés à Designers apartment », France Télévisions,‎ 18 juillet 2013 (lire en ligne)
- Corinne Jeammet, « Une initiative pour aider 10 jeunes marques de mode à grandir », France Télévisions,‎ 30 juillet 2013 (lire en ligne).
- Corinne Jeammet, « Designers Apartment passion passementerie pour Iris Cantabri », France Télévisions,‎ 5 mars 2014 (lire en ligne).
- Herve Dewintre, « Designer Apartment la bonne énergie », FashionUnited,‎ 8 mars 2015 (lire en ligne).
- Corinne Jeammet, « Designers Apartment, la bonne énergie de Belle Ninon by Ling Dawei », France Télévisions,‎ 11 mars 2015 (lire en ligne).
- (en) Alex Wynne, « Designer Apartment Cities Strong Turnout », Women's Wear Daily,‎ 8 octobre 2015 (lire en ligne).